# سان رمان د لا کوبا
سان رمان د لا کوبا (به اسپانیایی: San Román de la Cuba) یک شهرستان در اسپانیا است که در استان پالنسیا واقع شده‌است.

## خصوصیات
سان رمان د لا کوبا ۱۸ کیلومترمربع مساحت و ۱۰۸ نفر جمعیت دارد.